# 馬山中部警察署
馬山中部警察署（マサンジュンブけいさつしょ）は、慶南地方警察庁所管の警察署である。

## 管轄区域
- 昌原市のうち馬山合浦区（ただし、山湖洞除く）

## 沿革
- 1948年10月21日 - 国立警察発足により、慶南警察局馬山警察署に改称。
- 1977年11月10日 - 昌原警察署発足により13派出所を移管。
- 1984年1月28日 - 馬山東部警察署発足に伴い、13派出所を移管。
- 1995年10月22日 - 現在の馬山中部警察署に改称。

## 組織
- 警務課
- 生活安全課
- 捜査課
- 警備交通課
- 情報保安課

## 管轄地区隊
- 新馬山地区隊

## 管轄派出所
- 琓月派出所
- 南城派出所
- 午東派出所
- 校坊派出所
- 亀山派出所
- 鎮東派出所
- 鎮田派出所